# فغريات القرون
فغريات القرون (الاسم العلمي: Ceratostomataceae)، فصيلة فطريات من شعبة فطريات زقية وطائفة المسترجسانية ورتبة بوغيات سوداء.
تنتشر أنواعه على نطاق واسع، وتوجد وتنمو على الفطريات الأخرى أو على التربة أو النباتات المتعفنة. قد لا تكون الفصيلة أحادية النمط الخلوي كما هو محدد حاليًا.

## الأجناس
- Arxiomyces
- Cerastoma
- فغري القرن
- Harzia
- بوغ أسود
- Persiciospora
- Pteridiosperma
- Pustulipora
- Rhytidospora
- كرواني (فطر)
- Vittatispora